# Wallis Currie-Wood
Wallis Currie-Wood (* 12. Dezember 1991 in Austin, Texas) ist eine US-amerikanische Schauspielerin.

## Leben
Currie-Wood wurde am 12. Dezember 1991 in Austin, Texas geboren.
Von 2014 bis 2019 spielte sie Stephanie "Stevie" McCord, die älteste Tochter der Außenministerin Elizabeth McCord und Dr. Henry McCord, in der CBS Serie Madam Secretary.

## Filmografie
- 2014–2019: Madam Secretary (Fernsehserie, 78 Episoden)